# Hans Grugger
Johann "Hans" Grugger född 13 december 1981, är en alpin skidåkare från Österrike.
Hans första världscupstart var den 29 november 2003 i Lake Louise. Grugger har fyra världscupsegrar hittills under karriären. 
På störtloppsträningen i Kitzbühel den 20 januari 2011 kraschade Grugger svårt . Omedelbart efter kraschen fördes han med helikopter till Innsbruck sjukhus medan han fortfarande var medvetslös. Han fick genomgå en akut hjärnoperation på sjukhuset. Det är inte någon fara med hans liv sa den österrikiske tränaren samma kväll. Den 25 januari väcktes Grugger ur koman efter att ha legat nedsövd i fem dagar , och den 22 februari lämnade han intensivvården i Innsbruck, hans chanser att bli helt återställd är förhållandevis bra 